# ホテルヘルス
ホテルヘルスとは、無店舗型のファッションヘルス風俗店。略して「ホテヘル」と呼ぶ。ラブホテルもしくはレンタルルームで性的サービスを行う性風俗業態の一つ。

## 概説
街中に設けた事務所で、写真等で女性を選び、店舗から女性と客が一緒に移動して周辺にあるホテルを利用するサービス形態。店舗型風俗店に分類されるため受付所が24時以降（一部25時以降）に閉まるが、その後は電話受付にて営業を継続することもある。この場合デリバリーヘルスとの差異は無い。

## 経緯
ホテルヘルスが誕生した原因は、大阪府で展開していたファッションヘルスへの法規制強化にあり、違法営業を行なっていた店舗型ファッションヘルス（以後、店舗型ヘルス）は警察による一斉摘発により壊滅状態になったためである。
それまで店舗型ヘルスを運営していた業者が、摘発されにくいホテルへ店舗型ヘルスの女性従業員を派遣し、ヘルスサービスを行った。
東京においても2001年に起きた歌舞伎町ビル火災以後石原慎太郎都知事が「歌舞伎町浄化」と称し都内においての無許可店舗型風俗店の摘発を進め、所謂箱型の風俗店が壊滅的な打撃を受けたため、ホテルヘルスが広まることとなった。

## 一般的なホテルヘルス

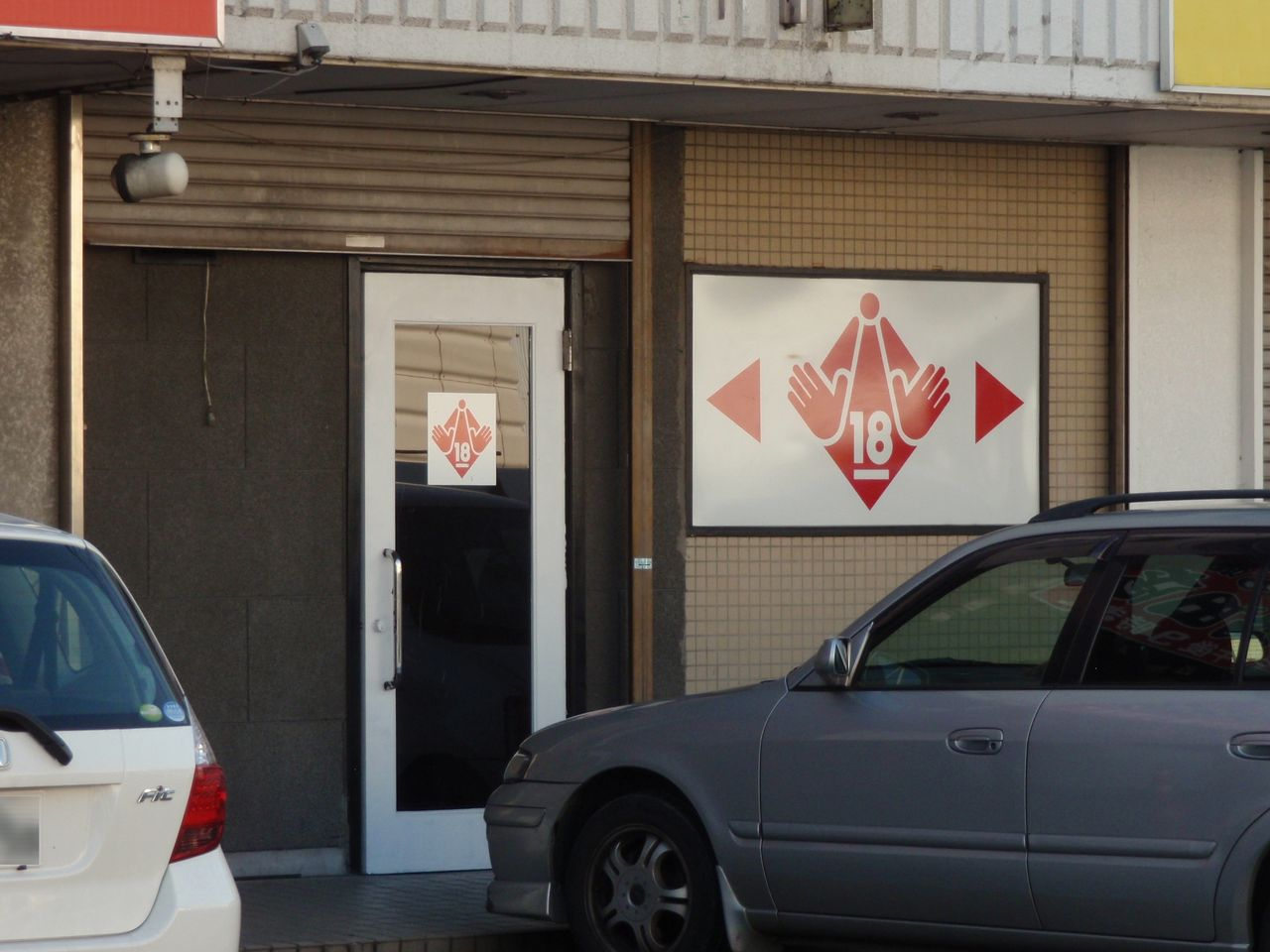
ホテルヘルスの案内所の例。店名を示す看板などは掲出されていない

ホテルヘルスは店舗型ファッションヘルスと異なり、風営法の規制により店頭に看板の掲出などを行なうことが出来ないため、店頭にはいわゆる「18禁マーク」と呼ばれるマークの掲出しか行なわれていない。このため、店舗に行くには利用客自身がホームページで検索、またはスポーツ新聞や雑誌等で店舗を調べる必要がある。
一般的にホテル代は別料金となるが、店舗に寄っては指名料・ホテル代込みの店もある。

## 利用方法
店舗にて好みの女性を決め、指定の料金を支払う。
女性従業員が店舗に到着したら、一緒に指定されたラブホテルやレンタルルームに向かい、室料を支払う。店舗のサービス内容によっては、先に客だけがホテルに入り、女性従業員が後からホテルの部屋に向かうケースもあり、この場合はデリバリーヘルスと同様のサービスとなるが、受付が店舗でのみ行なわれるという点で異なる。
部屋に入室し、ファッションヘルスと同様のサービスを女性従業員が時間内に実施する。
サービス内容についてはファッションヘルスを参照
サービス終了後、女性従業員と一緒にホテルを退出する。

## 法規制強化
法律の目を掻い潜りつつ店舗・営業地域が拡張し日本国内に店舗型ヘルスに変わる勢力まで拡大。新たな暴力団等の資金源になることを危惧した警視庁は、風営法の規制強化を実施することになった。
当初、ホテルヘルスはデリバリーヘルスと同様の無店舗型と扱われて営業時間の規制が適用されなかったが、2006年5月に施行された改正風適法により、受付所、無料案内所を店舗とみなされ、店舗型と同様、深夜24時までに営業が制限された。また、営業の届出が各都道府県の公安委員会に義務化されて、店舗型ヘルスと同様に出店禁止エリアも定められた。
これらの法規制強化によりホテルヘルス業者は一時的な打撃を受けたが、日中の営業時間帯に格安料金を設定して昼間の営業を強化するなど対抗策を講じている。